# 巴勃羅·卡薩多
巴勃罗·卡萨多·布兰科（1981年2月1日—）是西班牙人民党政治人物。自2011年起开始担任西班牙眾議院阿维拉选区议员；2018年7月担任人民党主席。

## 生平

### 早年生活
卡萨多于1981年2月1日出生于帕伦西亚。父亲米格尔·卡萨多·冈萨雷斯是一名医生，母亲埃斯特尔·布兰科·鲁伊斯是一所护理学院的教师。父母在家乡经营有一家眼科诊所。他在聖母小昆仲會的卡斯蒂利亚学校接受义务教育，8年级时转到英国杜埃学校。
1999年进入ICADE法学院（现属于科米利亚斯主教大学）学习，2004年转到马德里自治区基金会主办的CES西斯内罗斯主教学院（私人学校）学习。2007年9月获得了CES学院的法律学位。后来他曾表示自己拥有马德里康普顿斯大学学位、哈佛大学硕士学位、2008年IESE商学院课程结业和胡安·卡洛斯国王大学硕士学位等。这些都存在争议，有造假之嫌。

### 政治生涯

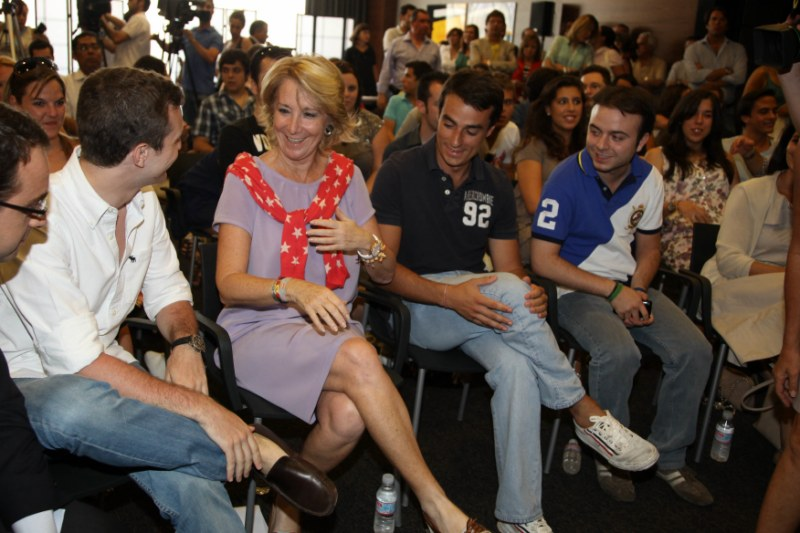
卡萨多（白衬衫者）和马德里自治区主席埃斯佩兰萨·阿吉雷在2010年马德里“新世代”座谈会中

2003年，卡萨多在还是学生的时候加入了西班牙人民党。2005年至2013年担任人民党青年团组织“新世代”马德里自治区支部学生主席。
2007年，他前往古巴，并见到了古巴反对者运动的成员奥斯瓦尔多·帕亚；后来他将这些经历的片段写入了发表在世界报和自由数字报的文章里。
2007年参加了马德里自治区议会选举，6月成功当选马德里议会第8届议员。他还是马德里议会司法和公共行政委员会的发言人和财务预算委员会助理发言人。
2007年9月，在用时4个月通过了5年期本科学习后，卡萨多终于在CES西斯内罗斯主教学院获得了法律的学位。同时，他还声称获得了胡安卡洛斯国王大学的工商管理学文学学士和行政法学硕士学位。
2009年6月，与埃爾切出身的马德里私人诊所心理咨询师伊莎贝尔结婚。2009年7月辞去马德里议会议员职务。
在首相何塞·玛丽亚·阿斯纳尔执政期间的2010年，他参与了西班牙犹太复国主义智庫“以色列之友”的创建。

### 国会议员
在2011年西班牙大选中，他当选众议院阿维拉选区议员，并在2015年和2016年西班牙大選成功连任。2015年5月被人民党指定为地方选举委员会发言人，6月被时任人民党主席马里亚诺·拉霍伊任命为党内通讯部副书记，借此为人民党注入新鲜的血液。

### 人民党主席

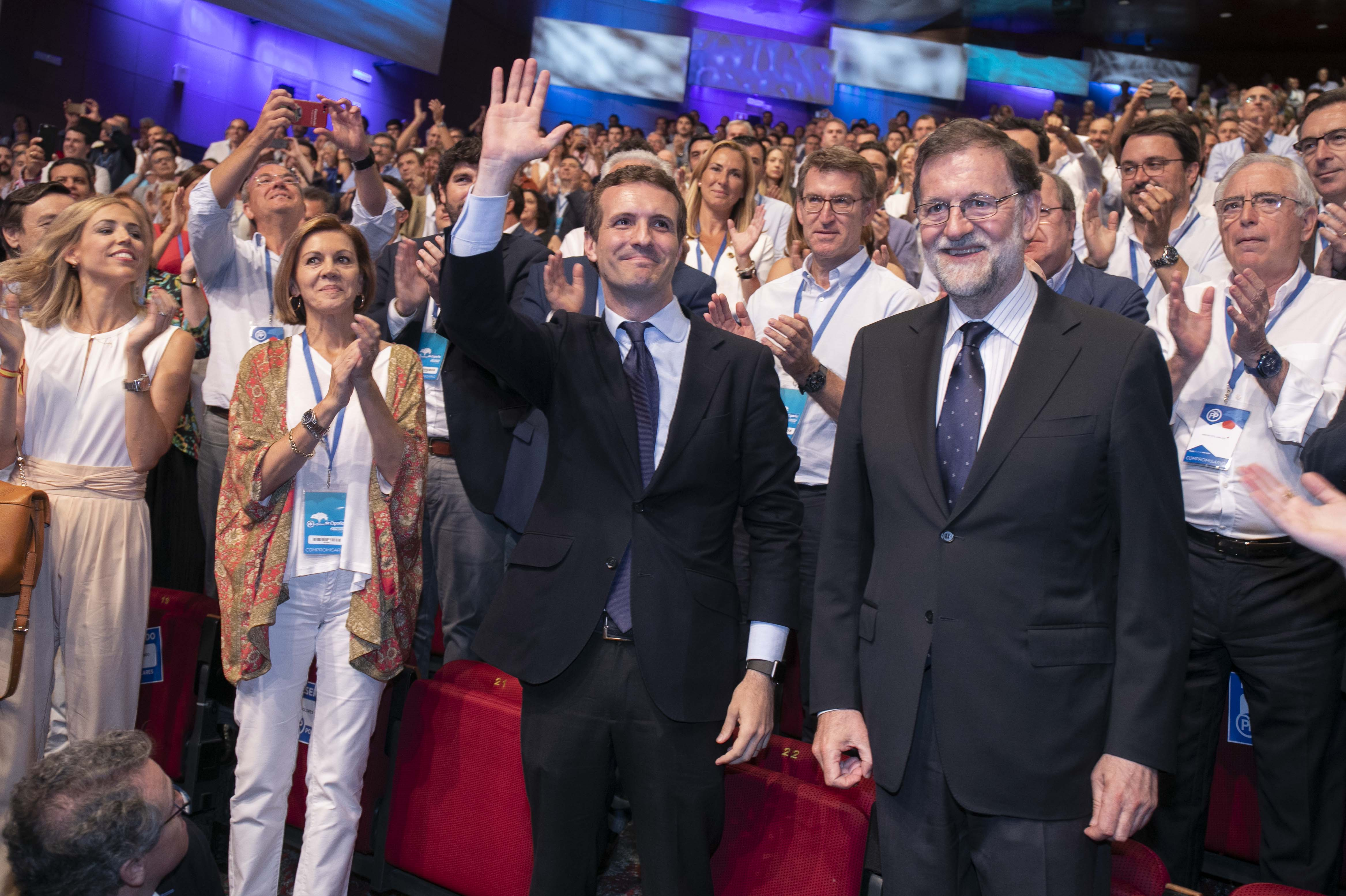
2018年7月21日人民党第19届全国代表大会

2018年5月25日，西班牙工人社会党总书记佩德罗·桑切斯对马里亚诺·拉霍伊内阁提出不信任动议。6月1日，动议以180票赞成、169票反对、1票弃权的结果通过。拉霍伊下台并辞去人民党主席职位后，卡萨多成为了新一届主席的热门人选。在预选活动中，他表示会尽力让人民党得到公民党和Vox的支持。
在预选投票中，卡萨多输给了西班牙前第一副首相索拉亚·萨恩斯·德圣玛丽亚。在21日举行的第19届全国代表大会竞选投票中，卡萨多从共计2973张选票中赢得1701张（57.2%），以多于竞争对手前副首相索拉亚·萨恩斯·德圣玛丽亚451张的优势，成功当选人民党主席。

## 政治立场
他和何塞·玛丽亚·阿斯纳尔和埃斯佩兰萨·阿吉雷等政治人物一样，被许多媒体描述为新保守主義者。他称自己为自由保守主義者，并希望在社会问题上采取保守的立场,也反對將佛朗哥移出烈士谷。
根据西班牙政治学专家比利亚·加尼亚斯的说法，卡萨多表现了西班牙右翼的众多特征，概括起来就是：强调天主教的地位和西班牙民族团结、支持反堕胎运动、奉行大西洋主義外交。卡萨多在竞选党内领导人时曾表示，要对加泰罗尼亚的分离主义者采取强硬立场，并建议修改法律以预防未来的分离运动。

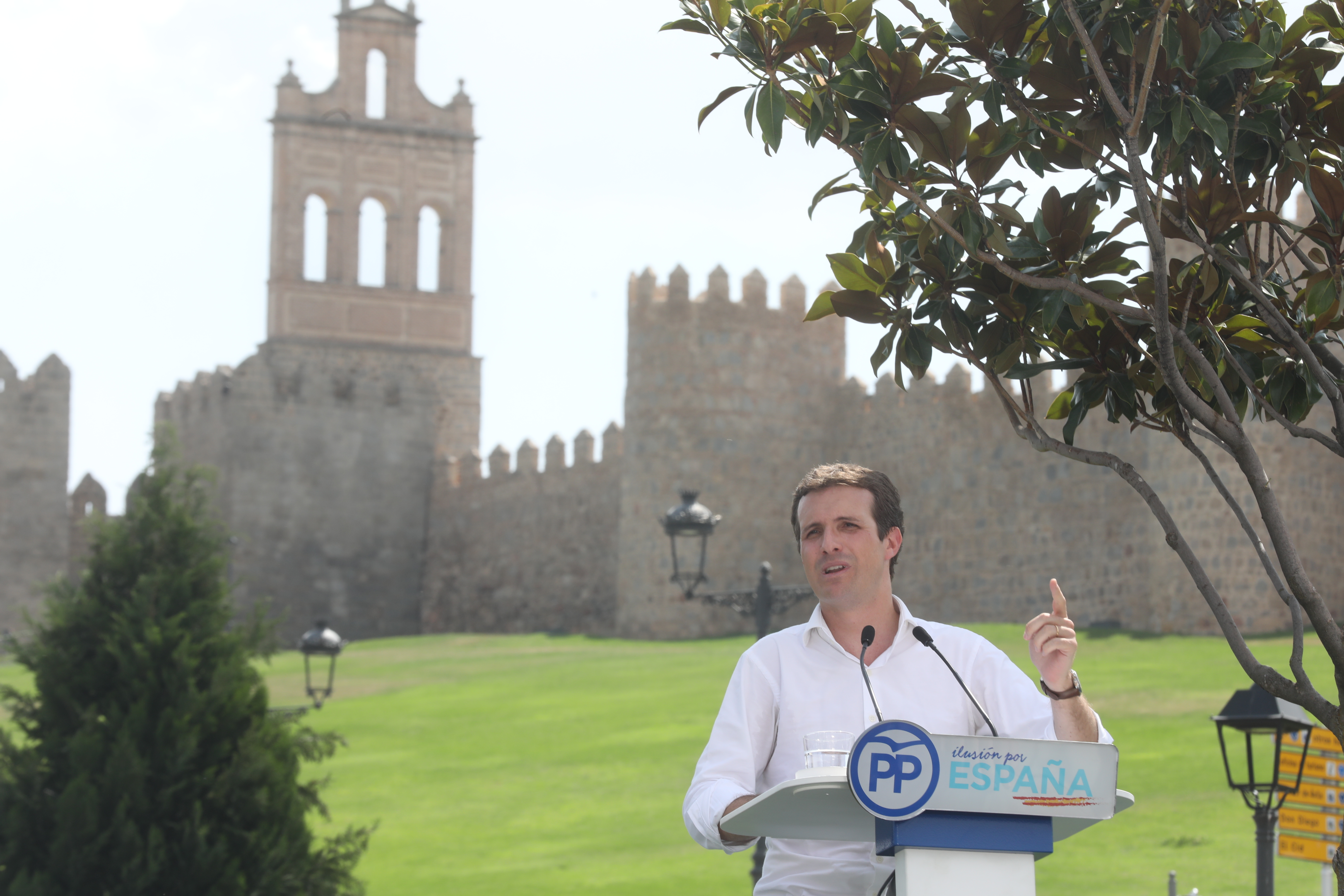
2018年卡萨多在阿維拉城牆前的一场演讲，表达了对《歷史記憶法》的反对态度，争取将佛朗哥的遗骨留在烈士谷

2018年7月，他曾强烈抨击性别意识形态主义者，并将其等同于右翼势力的敌人：“社会集体主义”。同时也是安乐死和堕胎合法化运动的强烈反对者。
他也是一位君主主義者，极力拥护国王胡安·卡洛斯一世。

## 争议
一些反对者认为，卡萨多在摆脱拉霍伊的影响时用力过猛。一位西班牙工人社会党的资深党员表示：“卡萨多将带领人民党右倾，同时也会影响到公民－公民党，而工人社会党将有更大的活动空间。”一位公民－公民党的党员则表示，卡萨多右倾得程度太深，会导致“选民的离去”。马拉加大学的一位政治学教授则表示，虽然候选人会在内部选举时有激进的言论，在更大规模的选举时又会变得温和一些，但是卡萨多将保持“不受控制的右倾立场”。
卡萨多被怀疑学历造假，因为有人曾指控他没有通过上课和考试就拿到了硕士学位。

## 选举历史
| 选举                                 | 代表政党 | 选区   | 位次   | 结果   |
| ------------------------------------ | -------- | ------ | ------ | ------ |
| 2007年马德里自治区议会选举           | 人民党   | -      | 40/120 | 当选   |
| 2011年西班牙大选                     | 人民党   | 阿维拉 | 2/3    | 当选   |
| 2015年拉斯纳瓦斯德尔马尔克斯市镇选举 | 人民党   | -      | 13/13  | 未当选 |
| 2015年西班牙大选                     | 人民党   | 阿维拉 | 1/3    | 当选   |
| 2016年西班牙大選                     | 人民党   | 阿维拉 | 1/3    | 当选   |

## 註解
1. ↑  他曾在集会上表示，“人民党骨子里就不会和分裂分子谈判。”[30]